# Henri Dujol
Henri Dujol, né le 8 novembre 1922 à Saint-Étienne et mort le 14 mars 2006, est un homme politique français.

## Biographie
Chirurgien à l'hôpital d'Albertville, il a été maire de cette ville de 1971 à 1995 et conseiller régional de Rhône-Alpes de 1986 à 1998. Il a piloté la modernisation d'Albertville à l'occasion des Jeux olympiques d'hiver de 1992,.
Le parc olympique d'Albertville a été rebaptisé en son honneur peu de temps après son décès.